# Razarači klase Haruna
Klasa Haruna je klasa japanskih razarača namijenjenih protupodmorničkoj borbi. Prva je klasa razarača u japanskoj mornarici s hangarom i sletnom palubom za 3 helikoptera Mitsubishi H-60. Klasu Haruna čine 2 razarača izgrađenih u razdoblju od 1977. do 1981. godine. Oba broda su u operativnoj uporabi japanske mornarice. Brodovi su modernizirani kasnih 1980-ih kada su im ugrađeni lanseri za rakete zemlja-zrak Sea Sparrow i Phalanx CIWS sustav za zaštitu od vođenih projektila. Klasu Haruna bi u operativnoj uporabi trebali zamijeniti nosači helikoptera klase Hyuga.
| Oznaka  | Naziv  | Kobilica položena | Porinut            | Stavljen u uporabu | Matična luka |
| ------- | ------ | ----------------- | ------------------ | ------------------ | ------------ |
| DDH-141 | Haruna | 19. ožujka 1970.  | 1. veljače 1972.   | 22. veljače 1973.  | Maizuru      |
| DDH-142 | Hiei   | 8. ožujka 1972.   | 13. kolovoza 1973. | 27. studenog 1974. | Kure         |

## Vanjske poveznice
- - klasa Haruna